# Рак, Павел
Павел Рак (чеш. Pavel Rak; род. 24 ноября 1939[…], Прага[…]) — чешский карикатурист, иллюстратор, переводчик, а также эсперантист.

## Биография
Изучал оптику и механику, однако любовь к рисованию победила: особенно ему нравилось творчество Иржи Трнки, Уолта Диснея, Жан-Жака Семпе и других. Несколько лет работал конструктором в Meopta Prague, затем перешёл в кукольную мастерскую Иржи Трнки, где работал реквизитором и механиком. Эмигрировал в Канаду, затем вернулся и начал работать в мультипликации: вначале на телевидении, позже на студии Anima, где много лет создавал мультфильмы для вечерних телепередач (см. раздел «Мультипликация»).
Павел Рак публиковал юмористические карикатуры в журнале Dikobraz и других изданиях, иллюстрировал молодёжный журнал Juna Amiko (с эсп. — «Юный друг») (Будапешт), а также публикации на эсперанто. Иллюстрировал учебники чешского, английского, французского, русского, немецкого, испанского, португальского языков, латыни и эсперанто. Создал иллюстрации к лирическим стихотворениям чешской поэтессы Эли (Элишки) Урбановой (1922—2012).
В 2010—2011 годах в музее эсперанто (город Свитави, Чехия) проходила выставка работ художника «Рисованный юмор Павла Рака».

## Переводы с английского
- Майкл Коннелли. Потаённый свет (2000, 2002; совместно с Аленой Раковой)
- Майкл Коннелли. Поэт (2001; совместно с Аленой Раковой)
- Майкл Коннелли. Тьма чернее ночи (2002, 2004; совместно с Аленой Раковой)
- Свен Хассель. Легион проклятых (1984, 2002)

## Собственные и совместные работы
- Pavel Rak: Kreslený humor / Desegnita humuro / Cartoon Humour / Humor mit dem Zeichenschift, 2009
- Sabine Fiedler, Pavel Rak: Ilustrita Frazeologio, 2004 (1. vyd.), 2009 (2. vyd.)
- Pavel Rak: Abertamské omalovánky / Abertheimer Malbuch / Abertamy Colouring book, 2009
- Pavel Rak: Abertamské pexeso / Aberthamer Memory-Spiel / Abertamy Memory Game, 2009
- Pavel Rak: Pozor, nebezpečí na sítí! (2003)

## Мультипликация

### Автор сценария
- «Лестница» (Schody, режиссёр и художник Эдуард Хоффман (1914—1987))
- «Рыба» (Ryba, режиссёр и художник Владимир Легки)
- «Пакеты» (Balíčky, режиссёр и художник Вацлав Бедржих (1918—2008))

### Мультипликатор (выборочно)
- «Персей» (Perseus, режиссёр Людвик Хайек, художники Даниэла Бенешова (р. 1929), Карел Бенеш (1932—2021))
- «Эрот и Психея» (Eros a Psyché, режиссёр Людвик Хайек, художник Станислав Ремеш)
- «Стрелы Эрота» (Erotovy šípy, режиссёр Людвик Хайек, художник Станислав Ремеш)
- «Сказки лужицких сербов» (Lužickosrbské bajky, мультфильм для вечерней телепередачи, Чехословацкое телевидение, режиссёр Эдуард Хоффман, художник Йозеф Лада, художественная реализация — Йозеф Токштейн, Марцела Вальтерова-Баранова)
- «Приключения капитана Кука» (Dobrodružstvá kapitána Kuka, мультфильм для вечерней телепередачи, студия Милана Хорватовича, режиссёр Милан Хорватович, художник — Радек Пиларж (1931—1993))
- «Пепик и Клапик» (Pepík a Klapík, мультфильм для вечерней телепередачи, Чехословацкое телевидение, режиссёр Эдуард Хоффман, художник Милош Несвадба (1925—2020))
- «Петя и волк» (Péťa a vlk, Чехословацкое телевидение, режиссёр Эдуард Хоффман, художник Михал Ромберг)
- «Бубетка и Смитко» (Bubetka a Smítko, мультфильм для вечерней телепередачи, Чехословацкое телевидение, режиссёр Сватава Симонова, художник Милош Несвадба)
- «Сказки далёких стран» (Pohádky z dalekých zemí, мультфильм для вечерней телепередачи, Чехословацкое телевидение, режиссёр Франтишек Микеш, художники Марцела Галоускова, Цирил Буда (1901—1984), Йозеф Лислер (1912—2005), Иво Хоурж и др.)
- «Сказки пернатой змеи» (Pohádky opeřeného hada, мультфильм для вечерней телепередачи, режиссёр и художник Станислав Ремеш)
- «Пятёрка гребцов-драконов» (Pět draků vodáků, мультсериал (1981) для вечерней телепередачи, режиссёр и художник Станислав Ремеш)
- «Глазик и Ушко» (Očko a Uško, мультфильм для вечерней телепередачи, студия Милана Хорватовича, режиссёр Милан Хорватович, художник Иржи Калоусек (1925—1986))
- «Мореплаватели» (Moreplavci, мультсериал (1980) для вечерней телепередачи, студия Милана Хорватовича, режиссёр Милан Хорватович, художник Иржи Калоусек)
- «Японские сказки» (Japonské rozprávky, мультсериал для вечерней телепередачи, студия Милана Хорватовича, режиссёр Милан Хорватович, художник — Богумил Шишка)
- «Капитан и его повар» (Kapitán a jeho kuchár, мультфильм для вечерней телепередачи, студия Милана Хорватовича, режиссёр Милан Хорватович, художник- Марсель Халюскова, Мирослав Гаек, Пол Рак )
- «Ферко и Амброз» (Ferko a Ambróz, мультсериал (1984—1988) для вечерней телепередачи, студия Милана Хорватовича, режиссёр Милан Хорватович, художник Габриэль Фильцик (р. 1946))
- «Капитан Кук» (Kapitán Cook, студия Милана Хорватовича, режиссёр Милан Хорватович, художник Марсель Халюскова, Симункова Хелена, Ян Чалупек, Павел Рак)
- «Самая лучшая лодка» (Najkrajšia loď, студия Милана Хорватовича, режиссёр Милан Хорватович, художник Иржи Калоусек)
- «Сказки из Страны восходящего солнца» (Rozprávky z krajiny vychádzajúceho slnka, мультфильм для вечерней телепередачи, студия Милана Хорватовича, режиссёр Милан Хорватович, художник Марцела Галоускова)
- «Обручение принцессы» (Princeznine zásnuby, студия Милана Хорватовича, режиссёр Милан Хорватович, художник Радек Пиларж)
- «Голубая планета» (Modrá planéta, мультфильм для вечерней телепередачи, студия Милана Хорватовича, режиссёр Милан Хорватович, художник Марцела Галоускова)
- «Мыши на сцене» (Myši na scénu, мультфильм для вечерней телепередачи, студия Anima, режиссёр Йозеф Ламка (1931—2009), художник Марцела Галоускова)
- «Этот» (Tút, мультфильм для вечерней телепередачи, студия Anima, режиссёр Йозеф Ламка, художник Эва Шедива)
- «Медвежье яйцо» (Medvedie vajíčko, мультфильм для вечерней телепередачи, студия Anima, режиссёр Йозеф Ламка, художник Йозеф Кремлачек (1937—2015))
- «О петушке и курочке» (O kohútikovi a sliepočke, мультфильм для вечерней телепередачи, студия Anima, режиссёр Наташа Богачкова, художник Станислав Дуда)
- «Мы — три брата-музыканта» (My tři braši od muziky, мультсериал (2000—2004) для вечерней телепередачи, студия Anima, режиссёр Наташа Богачкова, художник Станислав Дуда)
- «Пат и Мат» (Pat a Mat, мультсериал (1982—н. в.) для вечерней телепередачи, студия Anima, режиссёры Власта Поспишилова (1935—2022) и Йозеф Ламка, художники Любомир Бенеш (1935—1995) и Владимир Йиранек (1938—2012))
- «Матильда» (Matylda, мультсериал (2000—2006) для вечерней телепередачи, студия Anima, режиссёр Йозеф Ламка, художник Эва Сикорова-Пекаркова)
- «У них четыре уха» (Čtyři uši na mezi, мультсериал (2006) для вечерней телепередачи, студия Anima, режиссёр Наташа Богачкова, художник Власта Баранкова (р.1943))
- «Инспектор Фоусек идёт по следу» (Inspektor Fousek na stopě, мультсериал (2009) для вечерней телепередачи, студия Anima, режиссёр Йозеф Ламка, художник Эва Сикорова-Пекаркова)

## Иллюстрации

### Книги на чешском языке
- «Кролик и птица» (Králík a drůbež, авт. Антонин Неставал, 1984)
- «Тосты на каждый день» (Topinky pro každý den, авт. Йозеф Урбан, 1985)
- «Готовим макароны» (Připravujeme těstoviny, авт. Ольга Давидова, 1987)
- «Колбасы и консервы на кухне» (Uzeniny a konzervy v kuchyn, авт. Йозеф Урбан, 1989)
- «У вас (отсутствуют) деньги, и что теперь? Азбука семейных финансов» ((Ne)máte peníze, co s tím? Slabikář rodinných financí, авт. Ева Мартинкова, 2003)
- «Последние кубинские апельсины» (Poslední kubánské pomeranče, авт. Петра Клабухова, 2006)
- «25 весёлых историй из Абертама» (25 veselých historek z Abertam / 25 heitere Geschiten aus Abertham, авт. Александер Вюст, 2007)
- «Почему женщины разводятся?» (Proč se ženy rozvádějí?, авт. Владимира Шкавардова, 2017)
- «Афоризмы для будней и праздников» (Aforismy pro dny všední i sváteční, авт. Лех Пшечек, Патриция Холечкова, 2017)

### Учебники
- Angličtina pro samouky (авт. Людмила Коллманова)
- Angličtina pro věčné začátečníky (авт. Людмила Коллманова)
- English Conversation Practice, Anglická konverzace (авт. Власта Рейтанова, Вера Урбанова, Владимир Варжеха)
- Francouzština pro nejmenší (авт. Алена Тионова, Анн-Мари Дюкрё-Палечникова)
- Francouzština pro samouky (авт. Мари Правдова, Мирослав Правда)
- Francouzština pro začátečníky — Le Français pour vous (авт. Мари Правдова)
- Говорите по-русски, ruská konverzace (авт. Дагмар Брчакова, Вероника Мистрова, Наталия Арапова)
- Latina pro gymnázia' (авт. Иржи Пех)
- On y va! Francouzština pro střední školy (авт. Йитка Тайшлова)
- Parler tchèque — c’est possible! (авт. Леа Ханш-Шабршулова)
- Parlons français! Francouzská konverzace pro střední školy a pro praxi (авт. Ольга Велишкова, Ева Шпинкова)
- Portugalština (авт. Ярослава Йиндрова, Людмила Млынкова, Ева Шалькова)
- Ruský jazyk v kostce, pro střední školy, DA! (авт. Радка Гржибкова, Антонин Главачек)
- Španělština pro samouky (авт. Либуше Прокопова)
- Sprechen Lesen Diskutieren (německá konverzace a četba) (авт. Милада Куржимска, Драгомира Кеттнерова)
- Zastupitelské úřady (авт. Эвжен Шкнюржил)
- Esperanto od A do Z (авт. Петр Грдле и Станислава Грдлова)

### Книги на эсперанто
- Зденко Кржимски, Sociologia esploro de sintenoj al Esperanto («Социологический опрос об отношении к эсперанто», 1981)
- Стефан МакГрилл, La laŭta vekhorloĝo («Громкий будильник», 1988)
- Стефан МакГрилл, Najbaroj kaj boroj («Соседи и зануды», 1989)
- Стефан МакГрилл, Fonetika interpunkcio («Фонетическая пунктуация», 1991)
- Стефан МакГрилл, Tendaraj tagoj («Дни в лагере», 1991—1997)
- Владимир Ванья, Rakontoj ne nur ŝercaj («Не просто шуточные истории», 2002)
- Станислава Грдлова, Kantoj por ĝojo («Песни для радости», 2003)
- Эли Урбанова, Rapide pasis la temp' («Быстро пролетело время», 2003)
- Петр Грдле, Intimaj temoj en la Esperanto-beletro («Интимные темы в литературе на эсперанто», 2003)
- Лейф Норденсторм, Arne, la ĉefido («Арне, сын вождя», 2003)